# 山下真之介
山下 真之介（やました しんのすけ、2002年6月6日 - ）は、ジャパンラグビーリーグワンの三菱重工相模原ダイナボアーズに所属するラグビーユニオン選手。

## 来歴
幼稚園時代から小学生時代まで、松戸少年ラグビースクールに所属した。中学時代には日立ラグビースクールに所属し、太陽生命カップ2017（第8回全国中学生ラグビーフットボール大会）に出場した。
流通経済大学付属柏高等学校から立命館大学に進学した。
大学4年の2025年1月、アーリーエントリーで三菱重工相模原ダイナボアーズに加入した。